# University of Chicago Law School
Die University of Chicago Law School ist eine US-amerikanische private Hochschule für Rechtswissenschaft in Chicago. Sie ist Teil der University of Chicago.
Sie wurde auf Betreiben von William Rainey Harper, dem ersten Präsidenten der University of Chicago, im Jahre 1902 gegründet und nahm mit fünf Fakultätsangehörigen und 78 Studenten den Betrieb auf. Erster Dekan war Joseph Henry Beale.
Zu den bekannteren Gebäuden zählen das in den 1950er Jahren entstandene Verwaltungsgebäude und die D’Angelo Law Bibliothek, die von Eero Saarinen entworfen wurden.
Heute (Stand 2018) wird die Fakultät von Thomas J. Miles geleitet.